# Передова вулиця (Київ)
Передова́ ву́лиця — вулиця в Голосіївському районі міста Києва, місцевість Віта-Литовська. Пролягає від Столичного шосе до Лазурної вулиці.

## Історія
Вулиця виникла у 1-й половині XX століття.